# Atractus mariselae
Espèce
Atractus mariselae est une espèce de serpents de la famille des Dipsadidae.

## Répartition
Cette espèce est endémique de l'État de Trujillo au Venezuela. 

## Étymologie
Cette espèce est nommée en l'honneur de Marisela Urosa Zambrano.

## Publication originale
- Lancini, 1969 : Atractus mariselae, una nueva especie de serpiente minadora de los Andes de Venezuela (Serpentes: Colubridae). Publicaciones Ocasionales del Museo de Ciencias Naturales, Caracas, Venezuela, Zoologia, vol. 15, p. 1-6.